# 전국 도시 녹화 페어

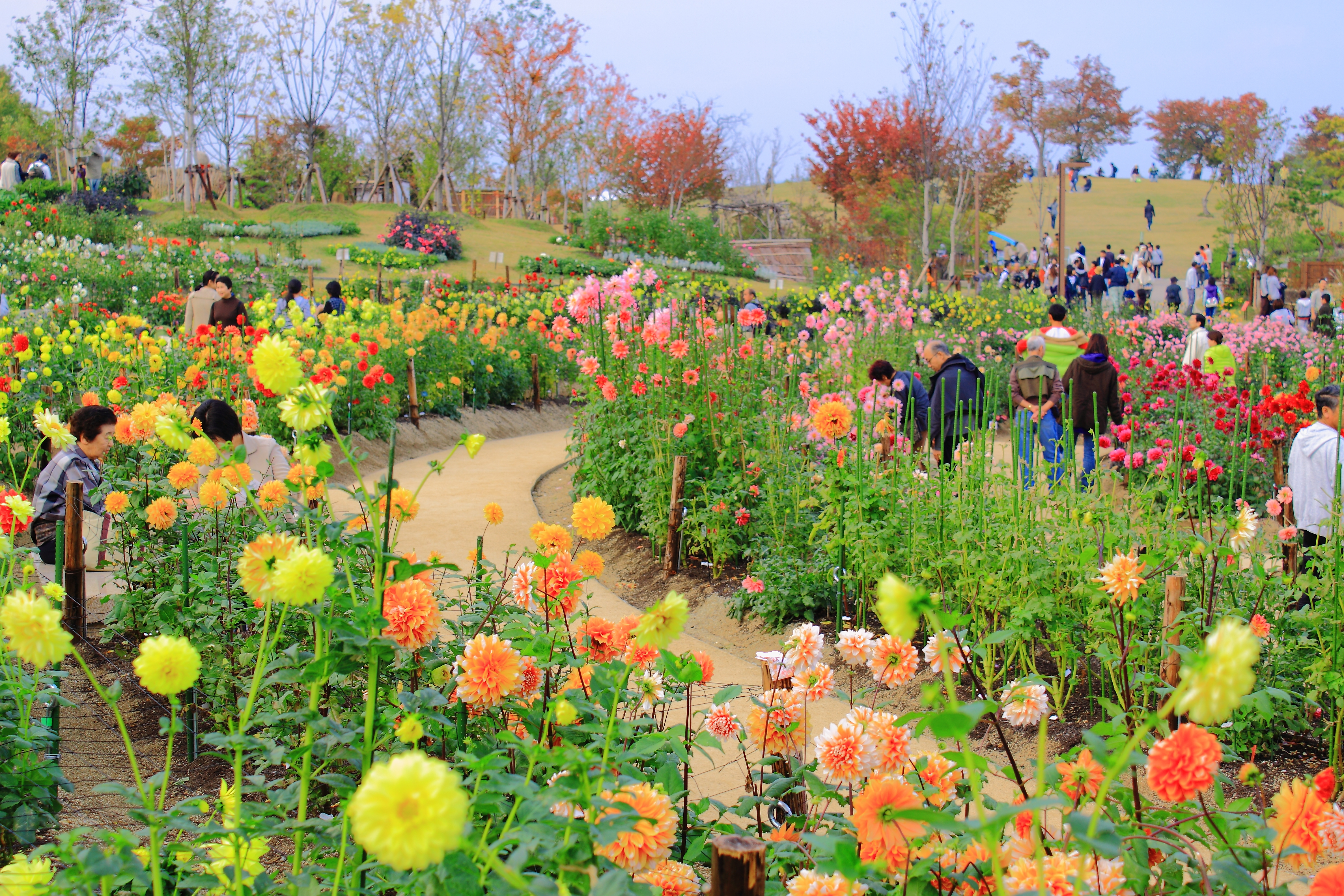
2010 전국 도시 녹화 페어

전국 도시 녹화 페어(일본어: 全国都市緑化フェア 젠코쿠토시룟카페아[*])는 일본의 지방 박람회의 하나로, 꽃 등을 전시한다.